# Ciudad de importancia regional (Ucrania)
Las ciudades de importancia regional de Ucrania (en ucraniano: місто обласного значення) fueron una subdivisión administrativa de segundo nivel que existió en el citado país entre 1932 y 2020.
Eran ciudades que dependían administrativamente de una óblast, pero no dependían de ninguno de los raiones de la óblast. Esto distinguía a estas ciudades de las ciudades con estatus especial (no dependientes de ninguna óblast) y de las ciudades de importancia distrital (dependientes de un raión). En ocasiones, una ciudad de importancia regional era el centro administrativo de un raión, pese a estar separada del mismo. A fecha de 2015, había 182 en toda Ucrania, que se enumeran en este artículo.
Desde la reforma territorial de 2020, todas las ciudades del país, excepto las ciudades con estatus especial, han pasado a depender administrativamente de raiones con mayor tamaño que los existentes hasta la fecha. Como consecuencia de ello, las antiguas ciudades de importancia regional han pasado a ser capitales de los nuevos municipios de Ucrania, en iguales condiciones que las hasta ahora conocidas como ciudades de importancia distrital. No obstante, las ciudades de importancia regional siguen existiendo de facto en los territorios disputados de Crimea, Donetsk y Lugansk, cuya organización territorial conserva el antiguo modelo de la Unión Soviética al margen de la actual legislación ucraniana.

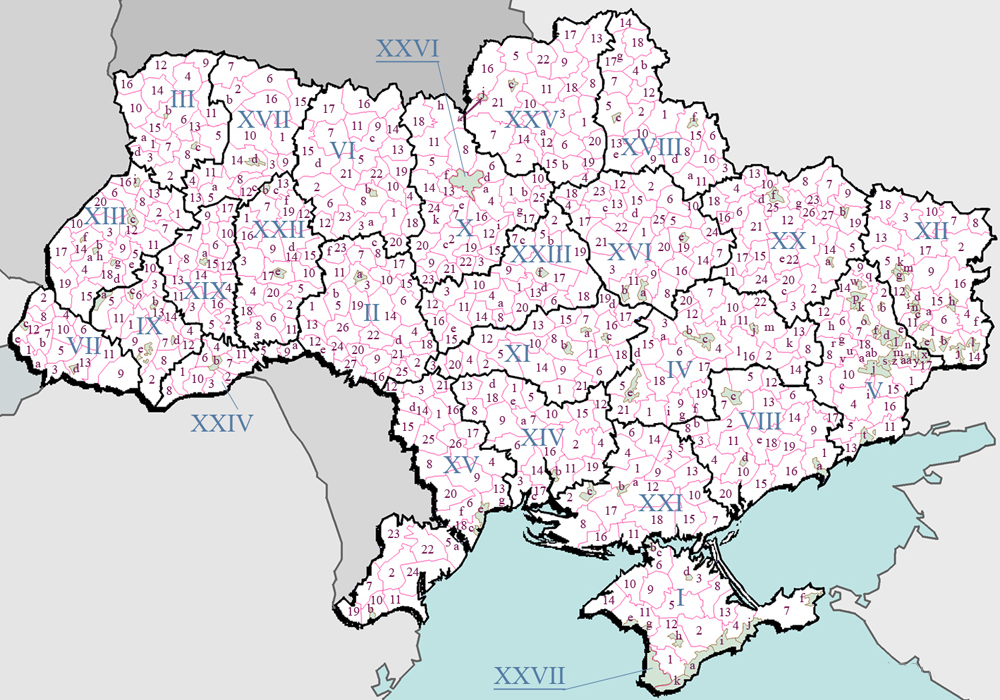
Mapa de raiones de Ucrania. Las ciudades de importancia regional se marcan con letras latinas, los raiones con números árabes y las óblasts con números romanos.

## Lista

### República Autónoma de Crimea
El gobierno autónomo de Crimea y el de Sebastopol declararon su independencia el 11 de marzo de 2014 y se integraron mediante referéndum en la Federación de Rusia el día 18 de marzo. Gran parte de la comunidad internacional no reconoce tanto la declaración de Independencia de Crimea y Sebastopol, como los referendos sobre el estatus político de Crimea y Sebastopol y su posterior anexión a Rusia. La soberanía del territorio es reclamada por Ucrania.
Para la administración rusa, las siguientes once ciudades son "territorios gobernados por ayuntamientos" de la República de Crimea; esta lista sigue la organización oficial ucraniana.
| Mapa | Ciudad          | Nombre en ucraniano | Superficie (km²) | Población (2001) | Densidad (hab./km²) |
| ---- | --------------- | ------------------- | ---------------- | ---------------- | ------------------- |
| a    | Alushta         | Алушта              | 600              | 53 727           | 90                  |
| b    | Armiansk        | Армянськ            | 162              | 26 187           | 162                 |
| c    | Dzhankói        | Джанкой             | 26               | 43 343           | 1667                |
| d    | Eupatoria       | Євпаторія           | 65               | 120 638          | 1856                |
| e    | Feodosia        | Феодосія            | 350              | 108 571          | 310                 |
| f    | Kerch           | Керч                | 108              | 157 007          | 1454                |
| g    | Krasnoperekopsk | Красноперекопськ    | 22               | 31 023           | 1410                |
| h    | Saky            | Саки                | 29               | 29 416           | 1014                |
| i    | Simferópol      | Сімферополь         | 107              | 363 597          | 3398                |
| j    | Sudak           | Судак               | 539              | 28 319           | 53                  |
| k    | Yalta           | Ялта                | 283              | 144 434          | 510                 |

### Óblast de Cherkasy
| N.º | Ciudad      | Nombre en ucraniano | Superficie (km²) | Población (2001) | Densidad (hab./km²) |
| --- | ----------- | ------------------- | ---------------- | ---------------- | ------------------- |
| a   | Cherkasy    | Черкаси             | 78               | 296.191          | 3.797               |
| b   | Kániv       | Канів               | 17               | 26.657           | 1.568               |
| c   | Smila       | Сміла               | 40               | 69.720           | 1.743               |
| d   | Uman        | Умань               | 41               | 88.735           | 2.164               |
| e   | Vatutine    | Ватутіне            | 11               | 20.971           | 1.906               |
| f   | Zolotonosha | Золотоноша          | 45               | 29.925           | 665                 |

### Óblast de Chernígov
| N.º | Ciudad    | Nombre en ucraniano | Superficie (km²) | Población (2001) | Densidad (hab./km²) |
| --- | --------- | ------------------- | ---------------- | ---------------- | ------------------- |
| a   | Chernígov | Чернігів            | 71               | 304.994          | 4.296               |
| b   | Nizhyn    | Ніжин               | 43               | 76.625           | 1.782               |
| c   | Pryluky   | Прилуки             | 40               | 64.861           | 1.622               |

### Óblast de Chernivtsí
| Mapa | Ciudad         | Nombre en ucraniano | Superficie (km²) | Población (2001) | Densidad (hab./km²) |
| ---- | -------------- | ------------------- | ---------------- | ---------------- | ------------------- |
| a    | Chernivtsí     | Чернівці            | 153              | 240.621          | 1.573               |
| b    | Novodnistrovsk | Новодністровськ     | 3                | 10.342           | 3.447               |

### Óblast de Dnipropetrovsk
Esta óblast figura en el mapa con el número IV.
| Mapa | Ciudad         | Nombre en ucraniano | Superficie (km²) | Población (2001) | Densidad (hab./km²) |
| ---- | -------------- | ------------------- | ---------------- | ---------------- | ------------------- |
| a    | Dnipró         | Дніпро              | 397              | 1 080 846        | 2723                |
| b    | Kamianské      | Кам'янське          | 150              | 262 704          | 1751                |
| c    | Kriviy Rih     | Кривий Ріг          | 422              | 712 507          | 1688                |
| d    | Márhanets      | Марганець           | 36               | 50 591           | 1405                |
| e    | Níkopol        | Нікополь            | 50               | 136 280          | 2726                |
| f    | Novomoskovsk   | Новомосковськ       | 36               | 72 439           | 2012                |
| g    | Pavlogrado     | Павлоград           | 59               | 118 816          | 2014                |
| h    | Pershotravensk | Першотравенськ      | 3                | 29 140           | 9713                |
| i    | Pokrov         | Покров              | 26               | 46 532           | 1790                |
| j    | Synélnykove    | Синельникове        | 23               | 32 302           | 1404                |
| k    | Ternivka       | Тернівка            | 18               | 29 253           | 1625                |
| l    | Vilnohirsk     | Вільногірськ        | 10               | 23 782           | 2378                |
| m    | Zhovti Vody    | Жовті Води          | 34               | 54 370           | 1599                |

### Óblast de Donetsk
Esta óblast figura en el mapa con el número V.
Debido a la guerra que comenzó en esta óblast en 2014, parte de la información contenida en esta tabla podría no estar siendo aplicada en la práctica.
| Mapa | Ciudad         | Nombre en ucraniano | Superficie (km²) | Población (2001) | Densidad (hab./km²) |
| ---- | -------------- | ------------------- | ---------------- | ---------------- | ------------------- |
| a    | Avdiivka       | Авдіївка            | 29               | 37 210           | 1283                |
| b    | Bajmut         | Бахмут              | 74               | 113 360          | 1532                |
| c    | Chystiakove    | Чистякове           | 105              | 95 632           | 911                 |
| d    | Debáltseve     | Дебальцеве          | 38               | 52 214           | 1374                |
| e    | Dobropilia     | Добропілля          | 20               | 71 695           | 3585                |
| f    | Dokucháyevsk   | Докучаєвськ         | 119              | 25 265           | 212                 |
| g    | Donetsk        | Донецьк             | 571              | 1 033 424        | 1810                |
| h    | Druzhkivka     | Дружківка           | 47               | 74 901           | 1594                |
| i    | Hórlivka       | Горлівка            | 422              | 314 660          | 746                 |
| j    | Jartsyzsk      | Харцизьк            | 207              | 114 105          | 551                 |
| k    | Jrestivka      | Хрестівка           | 7                | 30 910           | 4416                |
| l    | Kostiantynivka | Костянтинівка       | 66               | 95 111           | 1441                |
| m    | Kramatorsk     | Краматорськ         | 356              | 216 162          | 607                 |
| n    | Limán          | Лиман               | 192              | 29 610           | 154                 |
| o    | Makiivka       | Макіївка            | 426              | 432 830          | 1016                |
| p    | Mariúpol       | Маріуполь           | 244              | 514 548          | 2109                |
| q    | Mirnogrado     | Мирноград           | 23               | 55 815           | 2427                |
| r    | Novogrodivka   | Новогродівка        | 6                | 17 473           | 2912                |
| s    | Pokrovsk       | Покровськ           | 39               | 83 251           | 2135                |
| t    | Selídove       | Селидове            | 108              | 62 589           | 580                 |
| u    | Shajtarsk      | Шахтарськ           | 51               | 71 658           | 1405                |
| v    | Sloviansk      | Словянськ           | 74               | 146 585          | 1981                |
| w    | Snizhné        | Сніжне              | 189              | 82 609           | 437                 |
| x    | Toretsk        | Торецьк             | 62               | 87 024           | 1404                |
| y    | Vuhledar       | Вугледар            | 5                | 17 440           | 3488                |
| z    | Yasinuvata     | Ясинувата           | 19               | 37 552           | 1976                |
| aa   | Yenákiyeve     | Єнакієве            | 425              | 161 535          | 380                 |
| ab   | Zhdanivka      | Жданівка            | 2                | 14 793           | 7397                |

### Óblast de Ivano-Frankivsk
Esta óblast figura en el mapa con el número IX.
| Mapa | Ciudad          | Nombre en ucraniano | Superficie (km²) | Población (2001) | Densidad (hab./km²) |
| ---- | --------------- | ------------------- | ---------------- | ---------------- | ------------------- |
| a    | Boléjiv         | Болехів             | 300              | 21 219           | 71                  |
|      | Burshtýn        | Бурштин             | 33               | 15 361           | 470                 |
| b    | Ivano-Frankivsk | Івано-Франківськ    | 84               | 233 418          | 2779                |
| c    | Kálush          | Калуш               | 65               | 67 902           | 1045                |
| d    | Kolomyia        | Коломия             | 41               | 61 989           | 1512                |
| e    | Yaremche        | Яремче              | 657              | 21 450           | 33                  |

### Óblast de Járkov
| N.º | Ciudad      | Nombre en ucraniano | Superficie (km²) | Población (2001) | Densidad (hab./km²) |
| --- | ----------- | ------------------- | ---------------- | ---------------- | ------------------- |
| a   | Chuhúyiv    | Чугуїв              | 13               | 37.715           | 2.901               |
| b   | Izium       | Ізюм                | 40               | 56.114           | 1.403               |
| c   | Járkov      | Харків              | 306              | 1.470.902        | 4.807               |
| d   | Kupiansk    | Куп'янськ           | 33               | 62.620           | 1.898               |
| e   | Lozova      | Лозова              | 18               | 73.098           | 4.061               |
| f   | Liubotyn    | Люботин             | 31               | 26.945           | 869                 |
| g   | Pervomaisky | Первомайський       | 30               | 33.016           | 1.101               |

### Óblast de Jersón
| N.º | Ciudad       | Nombre en ucraniano | Superficie (km²) | Población (2001) | Densidad (hab./km²) |
| --- | ------------ | ------------------- | ---------------- | ---------------- | ------------------- |
| a   | Jersón       | Херсон              | 423              | 367.188          | 868                 |
| b   | Kajovka      | Каховка             | 31               | 38.238           | 1.233               |
| c   | Nova Kajovka | Нова Каховка        | 223              | 74.599           | 335                 |

### Óblast de Jmelnitski
| N.º | Ciudad              | Nombre en ucraniano   | Superficie (km²) | Población (2001) | Densidad (hab./km²) |
| --- | ------------------- | --------------------- | ---------------- | ---------------- | ------------------- |
| a   | Jmelnitski          | Хмельницький          | 86               | 253.994          | 2.953               |
| b   | Kamianéts-Podilskyi | Кам'янець-Подільський | 26               | 99.610           | 3.831               |
| c   | Netishyn            | Нетішин               | 66               | 34.340           | 520                 |
| d   | Shepetivka          | Шепетівка             | 38               | 48.212           | 1.269               |
| e   | Slavuta             | Славута               | 22               | 34.358           | 1.562               |
| f   | Starokostiantyniv   | Старокостянтинів      | 17               | 35.206           | 2.071               |

### Óblast de Kiev
Esta óblast figura en el mapa con el número X.
A esta lista se añade oficialmente la ciudad de Prípiat (Прип'ять), que ocupa seis kilómetros cuadrados y figura en el mapa con la letra "h". Esta ciudad está despoblada por hallarse en la zona de alienación del accidente nuclear de Chernóbil, pero oficialmente es también una ciudad de importancia regional.
| Mapa | Ciudad       | Nombre en ucraniano | Superficie (km²) | Población (2001) | Densidad (hab./km²) |
| ---- | ------------ | ------------------- | ---------------- | ---------------- | ------------------- |
| a    | Berezán      | Березань            | 33               | 17 367           | 526                 |
| b    | Bila Tserkva | Біла Церква         | 34               | 200 131          | 5886                |
| c    | Borýspil     | Бориспіль           | 20               | 54 591           | 2730                |
| d    | Brovary      | Бровари             | 34               | 86 839           | 2554                |
| e    | Bucha        | Буча                | 27               | 30 095           | 346                 |
| f    | Fástiv       | Фастів              | 43               | 51 976           | 1209                |
| g    | Irpín        | Ірпінь              | 38               | 101 761          | 2678                |
| h    | Obujiv       | Обухів              | 24               | 33 367           | 1390                |
| i    | Pereiáslav   | Переяслав           | 32               | 31 634           | 989                 |
| j    | Rzhýshchiv   | Ржищів              | 36               | 8447             | 235                 |
| k    | Slavútych    | Славутич            | 21               | 24 402           | 1162                |
| l    | Vasylkiv     | Васильків           | 21               | 39 722           | 1892                |

### Óblast de Kirovogrado
Esta óblast figura en el mapa con el número XI.
| Mapa | Ciudad       | Nombre en ucraniano | Superficie (km²) | Población (2001) | Densidad (hab./km²) |
| ---- | ------------ | ------------------- | ---------------- | ---------------- | ------------------- |
| a    | Kropyvnytsky | Кропивницький       | 103              | 262 543          | 2549                |
| b    | Oleksandriya | Олександрія         | 61               | 104 461          | 1712                |
| c    | Svitlovodsk  | Світловодськ        | 45               | 57 609           | 1280                |
| d    | Známyanka    | Знам'янка           | 15               | 35 569           | 2371                |

### Óblast de Leópolis
Esta óblast figura en el mapa con el número XIII.
| Mapa | Ciudad       | Nombre en ucraniano | Superficie (km²) | Población (2001) | Densidad (hab./km²) |
| ---- | ------------ | ------------------- | ---------------- | ---------------- | ------------------- |
| a    | Boryslav     | Борислав            | 37               | 40 434           | 1093                |
| b    | Chervonohrad | Червоноград         | 17               | 85 359           | 5021                |
| c    | Drogóbich    | Дрогобич            | 41               | 99 982           | 2439                |
| d    | Leópolis     | Львів               | 171              | 758 526          | 4436                |
| e    | Morshyn      | Моршин              | 2                | 6482             | 3241                |
| f    | Novyi Rozdil | Новий Розділ        | 8                | 28 227           | 3528                |
| g    | Sámbir       | Самбір              | 15               | 36 556           | 2437                |
| h    | Stryi        | Стрий               | 17               | 62 479           | 3675                |
| i    | Truskavets   | Трускавець          | 8                | 31 037           | 3880                |

### Óblast de Luhansk
Esta óblast figura en el mapa con el número XII.
Debido a la guerra que comenzó en esta óblast en 2014, parte de la información contenida en esta tabla podría no estar siendo aplicada en la práctica.
| Mapa | Ciudad        | Nombre en ucraniano | Superficie (km²) | Población (2001) | Densidad (hab./km²) |
| ---- | ------------- | ------------------- | ---------------- | ---------------- | ------------------- |
| a    | Alchevsk      | Алчевськ            | 49               | 119 193          | 2433                |
| b    | Antratsit     | Антрацит            | 61               | 90 835           | 1489                |
| c    | Brianka       | Брянка              | 64               | 61 357           | 959                 |
| d    | Dovzhansk     | Довжанськ           | 84               | 110 159          | 1311                |
| e    | Jolubivka     | Голубівка           | 35               | 45 012           | 1286                |
| f    | Jrustalni     | Хрустальний         | 154              | 145 129          | 942                 |
| g    | Kádievka      | Кадіївка            | 92               | 108 266          | 1177                |
| h    | Lisichansk    | Лисичанськ          | 96               | 133 258          | 1388                |
| i    | Lugansk       | Луганськ            | 286              | 503 248          | 1760                |
| j    | Pervomaisk    | Первомайськ         | 89               | 80 622           | 906                 |
| k    | Rovenki       | Ровеньки            | 217              | 91 712           | 423                 |
| l    | Rubizhne      | Рубіжне             | 34               | 65 322           | 1921                |
| m    | Sorókine      | Сорокине            | 77               | 118 168          | 1535                |
| n    | Severodonetsk | Сєверодонецьк       | 58               | 129 752          | 2237                |

### Óblast de Mykolaiv
Esta óblast figura en el mapa con el número XIV.
| Mapa | Ciudad         | Nombre en ucraniano | Superficie (km²) | Población (2001) | Densidad (hab./km²) |
| ---- | -------------- | ------------------- | ---------------- | ---------------- | ------------------- |
| a    | Mykolaiv       | Миколаїв            | 260              | 514 136          | 1977                |
| b    | Ochakiv        | Очаків              | 13               | 16 929           | 1302                |
| c    | Pervomaisk     | Первомайськ         | 25               | 70 170           | 2807                |
| d    | Voznesensk     | Вознесенськ         | 23               | 42 634           | 1854                |
| e    | Yuzhnoukrainsk | Южноукраїнськ       | 24               | 38 206           | 1592                |

### Óblast de Odesa
Esta óblast figura en el mapa con el número XV.
| Mapa | Ciudad                | Nombre en ucraniano    | Superficie (km²) | Población (2001) | Densidad (hab./km²) |
| ---- | --------------------- | ---------------------- | ---------------- | ---------------- | ------------------- |
| a    | Balta                 | Балта                  | 23               | 19 962           | 868                 |
| b    | Bilhorod-Dnistrovskyi | Білгород-Дністровський | 31               | 58 436           | 1885                |
| c    | Biliaivka             | Біляївка               | 15               | 14 294           | 953                 |
| d    | Chornomorsk           | Чорноморськ            | 25               | 63 726           | 2549                |
| e    | Izmail                | Ізмаїл                 | 53               | 84 815           | 1600                |
| f    | Odesa                 | Одеса                  | 139              | 1 029 049        | 7403                |
| g    | Podilsk               | Подільськ              | 15               | 40 718           | 2715                |
| h    | Teplodar              | Теплодар               | 3                | 8830             | 2943                |
| i    | Yuzhne                | Южне                   | 9                | 23 977           | 2664                |

### Óblast de Poltava
| N.º | Ciudad          | Nombre en ucraniano | Superficie (km²) | Población (2001) | Densidad (hab./km²) |
| --- | --------------- | ------------------- | ---------------- | ---------------- | ------------------- |
| 1   | Horishni Plavni | Горішні Плавні      | 174              | 54.313           | 312                 |
| 2   | Kremenchuk      | Кременчук           | 96               | 234.073          | 2.438               |
| 3   | Lubny           | Лубни               | 30               | 52.572           | 1.752               |
| 4   | Mýrhorod        | Миргород            | 29               | 42.886           | 1.479               |
| 5   | Poltava         | Полтава             | 104              | 317.998          | 3.058               |

### Óblast de Rivne
| N.º | Ciudad | Nombre en ucraniano | Superficie (km²) | Población (2001) | Densidad (hab./km²) |
| --- | ------ | ------------------- | ---------------- | ---------------- | ------------------- |
| a   | Dubno  | Дубно               | 27               | 39.146           | 1.450               |
| b   | Ostroh | Острог              | 10               | 14.801           | 1.480               |
| c   | Rivne  | Рівне               | 58               | 248.813          | 4.290               |
| d   | Varash | Вараш               | 4                | 38.830           | 9.708               |

### Óblast de Sumy
| N.º | Ciudad  | Nombre en ucraniano | Superficie (km²) | Población (2001) | Densidad (hab./km²) |
| --- | ------- | ------------------- | ---------------- | ---------------- | ------------------- |
| a   | Hlújiv  | Глухів              | 84               | 36.056           | 429                 |
| b   | Konotóp | Конотоп             | 103              | 97.296           | 945                 |
| c   | Lebedyn | Лебедин             | 167              | 29.710           | 178                 |
| d   | Ojtirka | Охтирка             | 31               | 50.713           | 1.636               |
| e   | Romny   | Ромни               | 29               | 50.929           | 1.756               |
| f   | Shostka | Шостка              | 36               | 87.130           | 2.420               |
| g   | Sumy    | Суми                | 146              | 295.847          | 2.026               |

### Óblast de Ternópil
| N.º | Ciudad   | Nombre en ucraniano | Superficie (km²) | Población (2001) | Densidad (hab./km²) |
| --- | -------- | ------------------- | ---------------- | ---------------- | ------------------- |
| a   | Ternópil | Тернопіль           | 59               | 227.755          | 3.860               |

### Óblast de Vínnytsia
Esta óblast figura en el mapa con el número II.
| Mapa | Ciudad           | Nombre en ucraniano | Superficie (km²) | Población (2001) | Densidad (hab./km²) |
| ---- | ---------------- | ------------------- | ---------------- | ---------------- | ------------------- |
| a    | Jmílnyk          | Хмільник            | 20               | 27 898           | 1395                |
| b    | Koziatyn         | Козятин             | 9                | 27 643           | 3071                |
| c    | Ladyzhyn         | Ладижин             | 11               | 23 456           | 2132                |
| d    | Mohyliv-Podilski | Могилів-Подільський | 22               | 33 138           | 1506                |
| e    | Vínnytsia        | Вінниця             | 61               | 356 665          | 5847                |
| f    | Zhmérynka        | Жмеринка            | 18               | 37 349           | 2075                |

### Óblast de Volinia
Esta óblast figura en el mapa con el número III.
| Mapa | Ciudad             | Nombre en ucraniano  | Superficie (km²) | Población (2001) | Densidad (hab./km²) |
| ---- | ------------------ | -------------------- | ---------------- | ---------------- | ------------------- |
| a    | Kóvel              | Ковель               | 47               | 66 401           | 1413                |
| b    | Lutsk              | Луцьк                | 42               | 208 816          | 4972                |
| c    | Novovolynsk        | Нововолинськ         | 17               | 58 688           | 3452                |
| d    | Volodímir-Volinski | Володимир-Волинський | 17               | 38 256           | 2250                |

### Óblast de Transcarpatia
Esta óblast figura en el mapa con el número VII.
| Mapa | Ciudad    | Nombre en ucraniano | Superficie (km²) | Población (2001) | Densidad (hab./km²) |
| ---- | --------- | ------------------- | ---------------- | ---------------- | ------------------- |
| a    | Beregove  | Берегове            | 15               | 27 235           | 1816                |
| b    | Chop      | Чоп                 | 2                | 8919             | 4460                |
| c    | Just      | Хуст                | 11               | 32 348           | 2941                |
| d    | Mukáchevo | Мукачево            | 28               | 82 346           | 2941                |
| e    | Úzhgorod  | Ужгород             | 33               | 117 317          | 3555                |

### Óblast de Zaporiyia
Esta óblast figura en el mapa con el número VIII.
| Mapa | Ciudad    | Nombre en ucraniano | Superficie (km²) | Población (2001) | Densidad (hab./km²) |
| ---- | --------- | ------------------- | ---------------- | ---------------- | ------------------- |
| a    | Berdiansk | Бердянськ           | 83               | 124 959          | 1506                |
| b    | Enerjodar | Енергодар           | 64               | 56 242           | 879                 |
| c    | Melitópol | Мелітополь          | 42               | 160 657          | 3825                |
| d    | Tokmak    | Токмак              | 32               | 36 275           | 1134                |
| e    | Zaporiyia | Запоріжжя           | 236              | 817 882          | 3466                |

### Óblast de Zhytómyr
Esta óblast figura en el mapa con el número VI.
| Mapa | Ciudad    | Nombre en ucraniano | Superficie (km²) | Población (2001) | Densidad (hab./km²) |
| ---- | --------- | ------------------- | ---------------- | ---------------- | ------------------- |
| a    | Berdýchiv | Бердичів            | 36               | 87 575           | 2433                |
| b    | Kórosten  | Коростень           | 30               | 66 669           | 2222                |
| c    | Malyn     | Малин               | 60               | 28 113           | 468                 |
| d    | Zviáhel   | Зв'ягель            | 27               | 56 259           | 2084                |
| e    | Zhytómyr  | Житомир             | 61               | 284 236          | 4660                |